# Cité radieuse de Rezé
 (juillet 2015).
La Maison radieuse, également appelée  Cité radieuse de Rezé ou La Maison familiale, est une résidence sur pilotis de presque 300 logements conçue par Le Corbusier et située dans la commune de Rezé (Loire-Atlantique), au sud de Nantes. L'architecte a tenté d'appliquer ses principes d'architecture pour une nouvelle forme de cité, un village vertical, appelé « unité d'habitation ». Achevée en 1955, elle est la deuxième des cinq unités d'habitation construites, après Marseille (1952), et avant Berlin (1958), Briey (1960), et Firminy (1965).

## Historique

### Genèse du projet

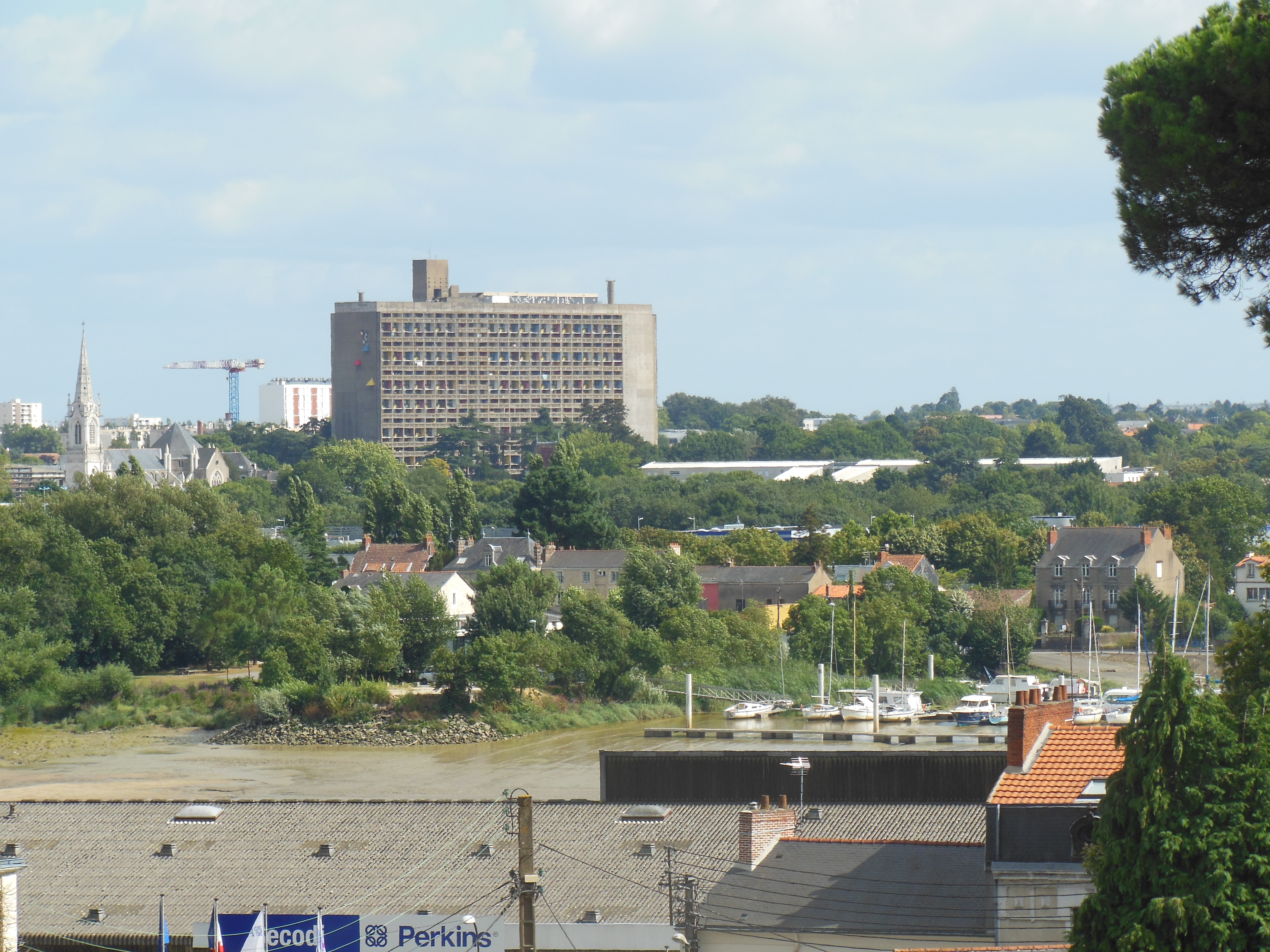
La Cité radieuse vue du Parc des Oblates.

Dans les années de l'après-guerre, la France connait une crise majeure dans l'habitat. À Nantes, beaucoup d'immeubles sont endommagés et la population augmente. En 1945, Michel Roux-Spitz est nommé architecte en chef de la reconstruction de la ville de Nantes. Au moment du lancement du programme de reconstruction, Gabriel Chéreau s'inquiète des projets de l'architecte. Chéreau est alors avocat et vice-président d'une coopérative privée de logement social : « La Maison familiale ». Cet organisme a pour membres des employés du port de la ville.
Il contacte alors Le Corbusier pour contrer le projet de Michel Roux-Spitz mais son initiative n'aboutit pas. Le plan de reconstruction de Roux-Spitz est approuvé en 1947. Chéreau et Le Corbusier collaborent finalement trois ans plus tard pour reproduire l'expérience de « l'unité d'habitation » conçue par l'architecte en 1947 : la Cité radieuse de Marseille. À la différence de l'unité de la cité phocéenne, celle de Rezé doit être la première à se réaliser dans un cadre de logement social « classique », ce que recherche alors Le Corbusier, pour qui son concept d'habitat doit s'adresser en priorité aux personnes modestes.
Après des négociations difficiles avec les financeurs, notamment en raison des coûts élevés et des normes de construction HLM imposées par l'État, le projet met beaucoup de temps à se mettre en place. C'est finalement en juin 1950 que le plan définitif proposé par Le Corbusier aidé d'André Wogenscky est adopté. Le choix du lieu d'implantation est la commune de Rezé, au sud-ouest de Nantes et à proximité du port. La municipalité cautionne l'emprunt accordé par l'État à la Coopérative maître d'ouvrage du bâtiment. Les travaux ne commencent que le 11 juin 1953 et s'achèvent un an et demi plus tard. Les premiers habitants emménagent le 16 mars 1955 et le bâtiment est officiellement inauguré en juillet de la même année.

### Réception du bâtiment et gestion coopérative
À leur emménagement en 1955, les habitants bénéficient d'un système de location-vente coopératif : chaque habitant de la coopérative d'habitation donne un apport initial équivalent à 15 % du coût total du logement. Il devient ainsi actionnaire de la coopérative. En 1971, la loi Chalandon oblige à l'abandon du système coopératif et les habitants doivent choisir entre la location ou l'achat de leur logement. À partir de cette date, la Société Anonyme HLM « la Maison radieuse » alors en liquidation volontaire propose des contrats d'accession à ses coopérateurs en vue de fonder une copropriété.
Celle-ci mettra cinq ans à voir le jour, soit le 18 mars 1976. En effet, seulement 10 % des coopérateurs sont intéressés et choisissent d'acquérir leur logement, les autres demandent d'accéder à la location simple mais beaucoup d'entre eux qui ne veulent pas renoncer à leur statut de coopérateur quittent tout simplement l'immeuble. Aussi, pour rembourser les apports initiaux et les apports annuels des 16 années suivantes, versés par les coopérateurs, la Société Anonyme HLM la Maison radieuse doit finalement fusionner avec une autre société HLM, Loire Atlantique Habitations qui rachète la plupart des lots. Cependant, cette dernière mettra en vente vers la fin des années 1980 et au début des années 1990 environ 40 % de ses logements.
L'immeuble est aujourd'hui occupé à 35 % de copropriétaires occupants et à 65 % de locataires. Les logements sociaux, gérés aujourd'hui par la société Atlantique Habitations, représentent 55 % du parc de logement et 53 % des tantièmes du Syndicat de copropriété. L'Association des Habitants de la Maison Radieuse (A.H.M.R), fondée le 25 avril 1955, est toujours active aujourd'hui. Selon le recensement INSEE de 2011, l'unité abrite environ 585 habitants dont la plupart adhèrent à l'association.

### Réhabilitation et classement aux monuments historiques
La réhabilitation des logements commence dans les années 1980. En 1996-1999, une réfection totale des façades préfabriquées en béton est entreprise, notamment dans le but de corriger des malfaçons[évasif] liées aux économies faites lors de la construction du bâtiment. En 2004 et 2010, les huisseries extérieures sont restaurées.
Les façades et toitures de l’ensemble font l'objet d'une inscription à l'Inventaire supplémentaire des monuments historiques dès le 16 septembre 1965. Cette protection d'inscription est étendue par un second arrêté du 17 juillet 2000 concernant : l'école, les circulations intérieures (constituées du hall d'entrée, des rues et des cages d'escalier), la passerelle, et les appartements témoins du sixième étage dans leur intégralité.
Ces deux arrêtés sont annulés et remplacés depuis le 10 décembre 2001 par un arrêté unique de classement au titre des monuments historiques et qui reprend l'intégralité des protections précédentes. Des visites de certaines parties communes de l'immeuble, la terrasse, le hall et de l'appartement témoin au numéro 601 sont organisées régulièrement par la mairie de Rezé.

## Description
Installée dans un parc boisé de six hectares et au pied d'une pièce d'eau, elle fait 52 mètres de haut, 108 m de long, et 20 m de large. La surface de plancher brut est environ de 34 000 m2 pour 22 000 m2 de surface habitable. Elle est plus petite que celle de Marseille. Elle comprend 294 logements répartis sur dix-sept étages et accessibles par six rues intérieures. Ils peuvent accueillir 1 400 personnes. Les appartements sont en duplex « montant » ou « descendant », leurs dimensions sont basées sur le Modulor, et ils profitent de la double orientation est-ouest de chaque côté de l'immeuble, sauf pour quelques-uns exposés au sud. Ils sont cependant plus petits et moins variés que l'unité Marseillaise. La Maison radieuse comprend aussi une école maternelle située sur la toiture terrasse de l'immeuble, établissement régulièrement menacé de fermeture. L'immeuble est aussi pourvu de nombreux locaux collectifs, principalement accessibles depuis l'escalier central. Un bureau de poste y est implanté dans le hall de l'immeuble (mais quitte le site en 2003). La destination de l'immeuble est exclusivement bourgeoise et les logements ne peuvent recevoir d'autre activité que celle du logis. Contrairement à l'unité d'habitation de Marseille, immeuble prototype commandé par le Ministère de la Reconstruction et de l'Urbanisme à Le Corbusier, la Maison radieuse est fondée par une commande exclusive de logements HLM. La coopérative a d'ailleurs refusé en son temps d'y inclure une rue commerçante, celle-ci étant incompatible avec la démarche entreprise par ses fondateurs.
Le Corbusier a insisté sur l'implantation de l'unité dans son environnement en construisant par exemple une passerelle pour la traversée de la pièce d'eau. Rappelons que l'immeuble de Le Corbusier a été construit sur un espace très restreint de seulement 2,5 hectares, qui était le parc d'une demeure bourgeoise, La Bouvardière. Les 3,5 hectares supplémentaires sont des acquisitions réalisées par les coopérateurs et les copropriétaires principalement dans les années 1970, comme le terrain dénommé le pré au cheval, ou la cure sur la façade Ouest de l'immeuble. Ces derniers ont notamment été privilégiés au cours de la liquidation de la SA La Maison radieuse par l'abandon d'un projet immobilier de 160 logements sur le terrain dit le champ Rontard d'une surface de 2,5 hectares ou la dite société envisageait de réaliser une seconde opération. Ce terrain leur a finalement été vendu. Ces acquisitions volontaires ont été conduites par les coopérateurs et copropriétaires soucieux de préserver l'élément vert essentiel à la compréhension et au fonctionnement de l'œuvre de Le Corbusier. L'augmentation de l'utilisation de véhicules individuels a conduit à la réalisation d'une importante extension des stationnements autour de l'immeuble.
Pour alléger les coûts de construction, des modifications ont aussi été apportées aux techniques mises en œuvre pour la construction : le système du casier à bouteilles utilisé à Marseille a ainsi été abandonné pour un système de préfabrication béton plus simple de type château de cartes.
En juin 2025, la Cité Radieuse a fêté ses 70 ans : https://www.maisonradieuse.org/ : des animations ont lieu à cette occasion, ainsi qu'une exposition photographique : "L’enfance Radieuse – Photographies d’une Unité d’Habitation »",.